# Alycia Debnam-Carey
Alycia Jasmin Debnam-Carey (Sydney, 20 luglio 1993) è un'attrice australiana.
È conosciuta per il ruolo di Lexa nella serie The 100 e Alicia Clark nella serie Fear the Walking Dead.

## Biografia
Nata a Sydney, Alycia Debnam-Carey comincia a recitare all'età di otto anni. Nel 2003 prende parte al film Martha's New Coat di Rachel Ward. Negli anni successivi appare nelle serie australiane Le sorelle McLeod e Dance Academy e recita inoltre in diversi cortometraggi e film per la televisione.
All'età di diciotto anni, dopo aver conseguito il diploma, si trasferisce negli Stati Uniti e prende parte al programma Next Stop Hollywood, un documentario incentrato su sei giovani attori australiani che cercano di entrare nel cast di una serie televisiva statunitense.
Nel 2014 recita nel film catastrofico Into the Storm ed è protagonista dell'horror The Devil's Hand. A partire dallo stesso anno, ottiene il ruolo ricorrente della comandante Lexa nella serie televisiva distopica The 100, che ricopre per 17 episodi, e viene scelta per interpretare Alicia Clark in Fear the Walking Dead, spin-off della serie televisiva The Walking Dead.
Nel 2016 è protagonista dell'horror Friend Request - La morte ha il tuo profilo mentre nel 2019 recita nel film A Violent Separation.
Nel 2020 torna ad interpretare Lexa in The 100 nell'ultimo episodio dell'ultima stagione.
Nel 2022 debutta come regista per un episodio della settima stagione di Fear the Walking Dead.
Dal 2023 collabora con riviste per la moda in Australia con Vogue e Harper's Bazar e in Francia con Dior dove quest'ultima diventa la prima ambasciatrice.

## Filmografia

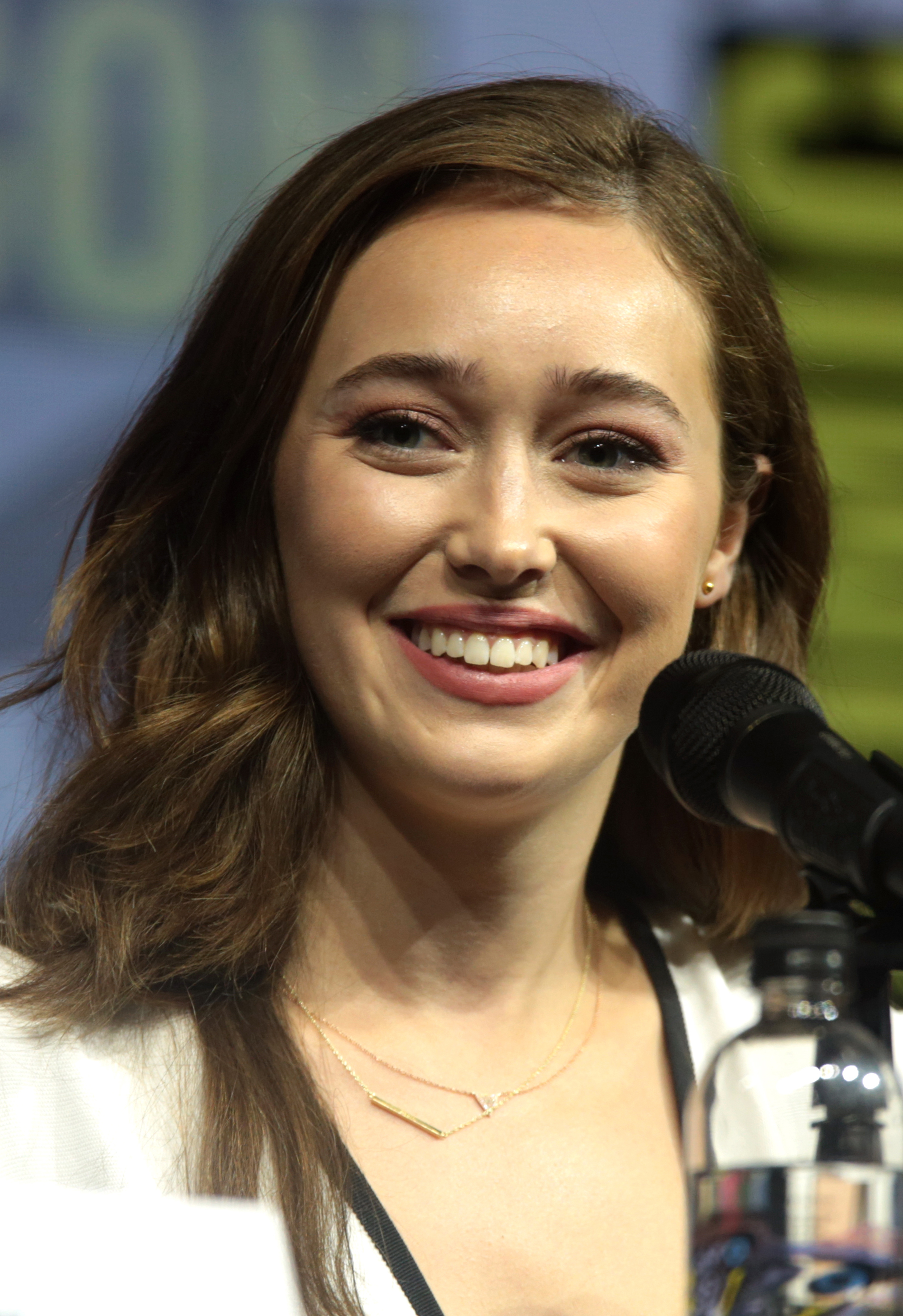
Alycia Debnam-Carey al San Diego Comic-Con International 2018

### Attrice

#### Cinema
- Martha's New Coat, regia di Rachel Ward (2003)
- Into the Storm, regia di Steven Quale (2014)
- The Devil's Hand, regia di Christian E. Christiansen (2014)
- Friend Request - La morte ha il tuo profilo (Friend Request), regia di Simon Verhoeven (2016)
- Liked, regia di Marja-Lewis Ryan (2017)
- A Violent Separation, regia di Michael e Kevin Goetz (2019)
- It's What's Inside, regia di Greg Jardin (2024)

#### Televisione
- Le sorelle McLeod (McLeod's Daughters) – serie TV, episodio 6x12 (2006)
- Resistance – serie TV, episodio 1x01 (2008)
- Dream Life, regia di Scott Otto Anderson – film TV (2008)
- Dance Academy – serie TV, episodio 1x06 (2010)
- Galyntine, regia di Greg Nicotero – film TV (2014)
- The 100 – serie TV, 17 episodi (2014-2020)
- Fear the Walking Dead – serie TV, 74 episodi (2015-2023)[3]
- Saint X, regia di Darren Grant e Dee Rees – miniserie TV, 8 puntate (2023)
- Ascolta i fiori dimenticati (The Lost Flowers of Alice Hart), regia di Glendyn Ivin – miniserie TV, 4 puntate (2023)
- Apple Cider Vinegar, regia di Jeffrey Walker – miniserie TV, 6 puntate (2025)

#### Cortometraggi
- Jigsaw Girl, regia di Lucas Testro (2008)
- At the Tattooist, regia di Sophie Miller (2010)
- The Branch, regia di Julietta Boscolo (2011)
- Lovebug, regia di David Mahmoudieh (2022)

#### Videoclip
- Eli di Mailer Daemon e Lincoln Davis (2010)
- She's Like a Comet dei Jebediah (2011)

### Regista
- Fear the Walking Dead – serie TV, episodio 7x11 (2022)

## Riconoscimenti
- E! Online Awards
  - 2015 – Miglior bacio (con Eliza Taylor) per The 100
  - 2015 – Miglior guest star per The 100
- MTV Fandom Awards
  - 2015 – Candidatura per la coppia dell'anno (con Eliza Taylor) per The 100
  - 2016 – Candidatura per la coppia dell'anno (con Eliza Taylor) per The 100
  - 2016 – Fan Freakout dell'anno per The 100
- Saturn Awards
  - 2017 – Candidatura per la miglior giovane attrice in una serie televisiva per Fear the Walking Dead

## Doppiatrici italiane
Nelle versioni in italiano delle opere in cui ha recitato, Alycia Debnam-Carey è stata doppiata da:
- Elena Perino in Fear the Walking Dead, Friend Request - La morte ha il tuo profilo, Saint X
- Isabella Benassi in Into the Storm, Ascolta i fiori dimenticati
- Selvaggia Quattrini in The 100
- Virginia Brunetti in It's What's Inside
- Eva Padoan in Apple Cider Vinegar